# Alypios
Biskopen, se Alypios av Bysans
Alypios var en grekisk musikteoretiker som levde i mitten av 300-talet. Hans verk Introduktion till Musik, är den främsta källan till vår kunskap om grekisk musiknotering. Verket har publicerats i Europa ett flertal gånger, först av Meursius i Leiden år 1616.